# Micromorphus canadensis
Micromorphus canadensis är en tvåvingeart som först beskrevs av Van Duzee 1917.  Micromorphus canadensis ingår i släktet Micromorphus och familjen styltflugor. Inga underarter finns listade i Catalogue of Life.